# Dundela Football Club
El Dundela Football Club es un club de fútbol de Irlanda del Norte, con sede en Belfast. Fue fundado en 1895 y compite en la NIFL Championship, segunda categoría del fútbol norirlandés.

## Historia
El club fue fundado en 1895 por empleados de una lechería local de propiedad de la familia Agnew y miembros de un club de campo a través.
El mayor logro del club llegó en abril de 1955, cuando derrotó a Glenavon por 3-0 en Windsor Park, Belfast, en la final de la Copa de Irlanda.

## Palmarés

### Torneos nacionales
- Copa de Irlanda del Norte (1): 1954-55
- Segunda División (9): 1967-68, 1976-77 (compartido), 1981-82, 1985-86, 1987-88, 1989-90, 1990-91, 1991-92, 1993-94
- Tercera División (3): 1999-00, 2000-01, 2017-18
- Liga Intermedia (5): 1921-22, 1944-45, 1946-47, 1949-50, 1950-51
- Copa Intermedia (10): 1946-47, 1954-55, 1965-66, 1974-75, 1983-84, 1988-89, 1992-93, 1998-99, 1999-00, 2000-01
- McElroy Cup (1): 1945-46 (compartido)

### Torneos regionales
- Steel & Sons Cup (10): 1945-46, 1963-64, 1980-81, 1982-83, 1987-88, 1988-89, 1990-91, 1999-00, 2007-08, 2013-14